# Clubiona baimaensis
Clubiona baimaensis là một loài nhện trong họ Clubionidae.
Loài này thuộc chi Clubiona. Clubiona baimaensis được miêu tả năm 1991 bởi Da-xiang Song & Zhu.